# 林金腰
林金腰（学名：Chrysosplenium lectus-cochleae）为虎耳草科金腰属下的一个种。

## 扩展阅读
- 維基物種上的相關：林金腰